# Козленок, Иван Павлович
Ива́н Па́влович Козлено́к (1752—1818) — московский мещанин, старообрядец, влиятельный член федосеевского согласия.
Был любимцем Ковылина, выделялся знанием церковной истории и, по словам Павла Любопытного, «писал вольным и разительным духом критические стихи против заблуждения старообрядцев (поповцев) и московских униатов и историю о быте федосеевских предков и их мудровании». Был долгое время в Сибири, в ссылке.